# PCBGOGO.JP
Shenzhen JDB Technology Co., Ltdは、2006年に設立された中国深圳のプリント基板製作・実装メーカーである。
プリント基板試作と小ロット生産を強みとして、中国本土の電子業界で活動している。日本マーケットにより充実のサービスを提供するために、完全日本語対応のPCBGOGO.JPを設立した。PCB WayとPCB Gogoの運営は同じ会社である。